# Mollinedia pachysandra
Mollinedia pachysandra är en tvåhjärtbladig växtart som beskrevs av Janet Russell Perkins. Mollinedia pachysandra ingår i släktet Mollinedia och familjen Monimiaceae. Inga underarter finns listade i Catalogue of Life.